# Gravegöl
Gravegöl är en sjö i Ljungby kommun i Småland och ingår i Lagans huvudavrinningsområde.